# Solontxac

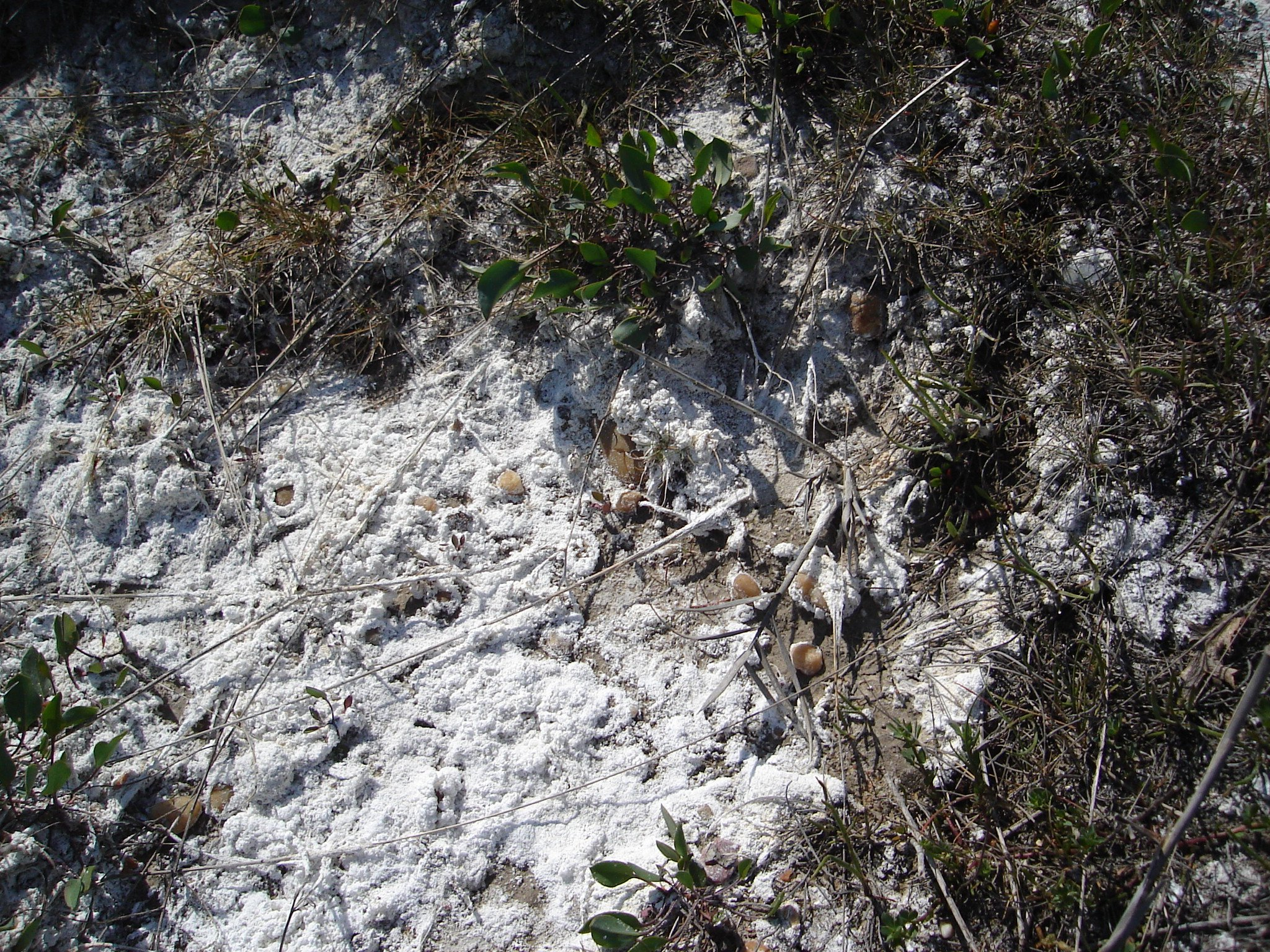
Sòl del tipus solontxac

Solontxac o Solonchak és un tipus de sòl amb gran quantitat de sal. Pertany a la classificació dels sòls de la Base de Referència Mundial pels Recursos del Sòl.
El nom deriva de l'ucraïnès o el rus: Солонча́к (aiguamoll salat).
És un sòl format per la sal (sòl halomorf) que presenta un perfil més aviat homogeni, amb un horitzó salí i una estructura grumollosa i estable. També té calci.
Els solontxacs es formen en condicions semiàrides a tots els continents.
La gran quantitat de sal fa que només hi puguin viure les plantes adaptades (vegetació halòfita) però no formen una vegetació tancada.

## Característiques
- A l'horitzó superior hi ha de l'1 al 15% de sals
- El contingut d'humus habitual se situa entre l'1 i el 2% però pot ser nul o arribar al 12%
- La reacció del ph del sòl és neutra o alcalina.
- Per a posar aquests sòls en conreu cal drenar-los i evitar una salinització secundària